# أولجيرد جيبلفيتش
أولجيرد توماس جيبلفيتش (Olgierd Tomasz Geblewicz) (من مواليد 15 أكتوبر 1972 في غولينيوف ) – هو مسؤول حكومي محلي بولندي ، في السنوات 2008-2010 رئيس الجمعية الإقليمية لبوميرانيا الغربية ، منذ عام 2010 مارشال محافظة بوميرانيا الغربية. في عام 2020 أصبح رئيسا لفصيل حزب الشعب الأوروبي في اللجنة الأوروبية للمناطق ، وفي عام 2022 عضوا في مجلس إدارة حزب الشعب الأوروبي.

## السيرة الذاتية
تخرج من كلية الحقوق والإدارة بجامعة شتشيتسين والاقتصاد في كلية ويست بوميرانيان للأعمال. كما أكمل دراساته العليا في إدارة الأعمال في جامعة وارسو. كما أكمل دراساته العليا في إدارة الأعمال في جامعة وارسو.
في الانتخابات المحلية في عام 2002 ، تم تسجيل لجنة انتخابات الناخبين "كومونة للمواطن" ، والتي كان وكيلا انتخابيا لها. نيابة عن هذه اللجنة ، ركض من المركز الأول في المنطقة رقم 1 إلى مجلس مدينة غولينيوف . انتخب مستشارا ب 116 صوتا. أصبح رئيسا للجنة الميزانية ونادي مستشاري حزبه المحلي.
في الانتخابات المحلية في عام 2006 ، ترشح من المركز الأول لقائمة المنصة المدنية في الدائرة رقم 2 إلى Sejmik من West Pomeranian Voivodeship. حصل على ولاية عضو المجلس بنتيجة 8314 صوتا (9.58٪). في المجلس الإقليمي ، أصبح رئيسا للجنة الاقتصاد ، وكذلك رئيسا لنادي مستشاري PO. بسبب الوظيفة الثانية من هذه الوظائف ، أصبح عضوا في مجلس إدارة منطقة West Pomeranian في المنصة المدنية. 2 grudnia 2008 został wybrany na przewodniczącego sejmiku III kadencji, zastępując Michała Łuczaka, który zrezygnował z tej funkcji 26 listopada tego samego roku. في عام 2009 أصبح عضوا في مجلس التعاون دون الإقليمي لدول بحر البلطيق (BSSSC) نيابة عن البولندية.
في الانتخابات المحلية في عام 2010 ترشح مرة أخرى من قائمة PO إلى المجلس الإقليمي. أعيد انتخابه ب 10721 صوتا (11.65٪). في 29 نوفمبر 2010 تم تعيينه مارشال من قبل المستشارين الإقليميين.
في أكتوبر 2011 أصبح عضوا في لجنة المناطق. انضم إلى مجموعة حزب الشعب الأوروبي ، وكذلك لجنة المواطنة والحوكمة والشؤون المؤسسية والخارجية (CIVEX) ولجنة الموارد الطبيعية (NAT).
في الانتخابات المحلية في عام 2014 ، أصبح مرة أخرى مستشارا إقليميا ، حيث حصل على 21974 صوتا (18.24٪) ، من المركز الأول من قائمة PO في الدائرة رقم 1. في 3 مارس 2016 تم انتخابه رئيسا لمجلس إدارة اتحاد مقاطعات جمهورية بولندا.
في انتخابات عام 2018، حافظ على ولايته كمستشار للمجلس الإقليمي لفترة أخرى، حيث حصل على 42,494 صوتا (23.14٪). في مايو 2019 ، أصبح عضوا في مجلس الإشراف على الصندوق الوطني لحماية البيئة وإدارة المياه. في يناير 2020 ، تم انتخابه رئيسا لفصيل حزب الشعب الأوروبي في لجنة المناطق.